# Odirlei Magno
Odirlei Magno (Curitiba, 28 de março de 1952) é um ex-futebolista brasileiro que atuava como lateral-esquerdo.
Ficou conhecido como “Touro”, em razão de sua ótima condição física.

## Carreira
Nascido e criado no bairro do Cajuru, até os 18 anos de idade, trabalhava como marceneiro. Em 1970, realizou testes no antigo Britânia e no ano seguinte foi levado para jogar pelo Santa Quitéria. Começou a carreira profissional no Esporte Clube Pinheiros, em Curitiba, no ano de 1971.
Em 1975 foi emprestado Atlântico de Erechim por 4 meses. Na volta ao Pinheiros, foi indicado para a Ponte Preta pelo técnico Armando Renganeschi. A negociação só foi concretizada em janeiro de 1976, pela quantia de 250 mil cruzeiros.
Na Ponte Preta, foi vice-campeão paulista de 1977, na histórica final contra o Corinthians. No segundo confronto das finais, recebeu o cartão amarelo aos 45 minutos do 2º tempo e fora da grande decisão.
Em 1977, foi convocado para a Seleção Paulista de Futebol num amistoso com a Seleção Brasileira e passou a ser um dos selecionáveis na lista de Cláudio Coutinho para defender a Seleção Brasileira de Futebol na Copa do Mundo da Argentina. Mas antes de qualquer especulação, recusou ser convocado, alegando problemas pessoais.
É um dos ganhadores da Bola de Prata do Campeonato Brasileiro de 1978.
Também foi finalista do Campeonato Paulista em 79 e 81.
Ficou na Ponte Preta até 1981, onde é considerado o melhor lateral esquerdo da história do clube.
Atuou na Portuguesa, onde foi o titular absoluto em 123 partidas disputadas com 4 gols marcados. Se despediu em 21 de junho de 1984, na vitória de 1x0 sobre o Taubaté no Canindé.
Castor de Andrade comprou seu passe para o Bangu para a disputa do Campeonato Carioca de 1984. Foi vice-campeão brasileiro pelo clube em 1985. Numa partida contra o Friburguense, sofreu um raro rompimento do tendão de Aquiles.
Depois, Odirlei acertou sua transferência para o Santa Cruz, onde em 1986 foi campeão pernambucano.
Em 1987, passou pelo Atlético de Três Corações.
Aposentou-se em 1989, no Linense.